# Max Stirner
Ne doit pas être confondu avec Max Steiner.
Johann Kaspar Schmidt, dit Max Stirner, né le 25 octobre 1806 à Bayreuth et mort le 26 juin 1856 à Berlin, est un philosophe bavarois appartenant aux Jeunes hégéliens, considéré comme un des précurseurs de l'existentialisme et de l'anarchisme individualiste.
Il est l'auteur, en 1844, de L'Unique et sa propriété, livre qui connaît un grand retentissement à sa sortie, avant de tomber assez vite dans l'oubli.
Sa philosophie est un réquisitoire contre le libéralisme et de manière générale, contre toutes les puissances supérieures auxquelles on aliène son « Moi ». Stirner vise principalement l'Esprit hégélien, l'Homme feuerbachien et la révolution socialiste ou bourgeoise. Stirner exhorte chacun à s'approprier ce qui est en son pouvoir et de refuser d'obéir à une quelconque morale ou idéal.

## Biographie
On doit le peu que l'on connaît de sa vie au travail considérable du penseur et écrivain anarchiste allemand d'origine écossaise John Henry Mackay.

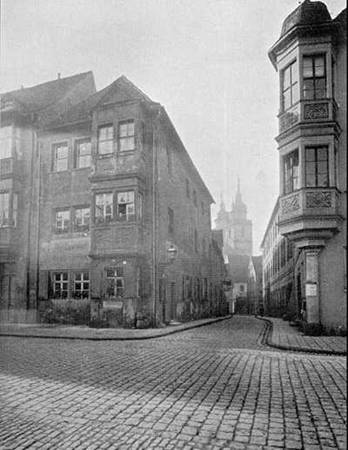
Maison natale de Max Stirner à Bayreuth.

Johann Kaspar Schmidt naît le 25 octobre 1806 à Bayreuth, en royaume de Bavière. Son père, Albert Christian Heinrich Schmidt, sculpteur de flûtes, meurt six mois après sa naissance, le 19 avril 1807 ; il souffrait de tuberculose. Sa mère se remarie avec un pharmacien et ils s'installent à Kulm. Son nom de plume, Stirner, lui vient du sobriquet que lui donnaient ses camarades de classe en référence à son large front (Stirn en allemand).

### Études

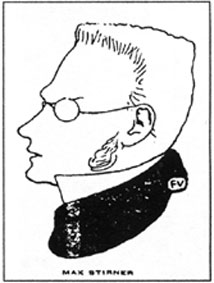
Max Stirner par Félix Valloton dans La revue blanche. Tome XXI, Janvier, Février, Mars, Avril 1900.(Éditions de la revue blanche) Paris, 1900, p. 75

Après son parcours scolaire, il commence des études universitaires à Berlin, puis à Erlangen (1828/1829), à Königsberg en 1829 puis de nouveau Berlin. Il étudie la philologie, la philosophie et la théologie. Il suit les cours de Marheineke, Schleiermacher et surtout de Hegel, en philosophie de la religion notamment. Ses études seront compliquées par la folie de sa mère dont il devra s'occuper.
Ainsi, en 1834, après huit ans d'études (qu'il aurait pu faire en deux fois moins de temps), il obtient la facultas docendi limitée. Il est habilité à enseigner les langues anciennes, l'allemand, l'histoire, la philosophie et l'instruction religieuse.
Le 1er octobre 1839, il entre comme professeur dans une institution de jeunes filles à Berlin.

### Famille
En 1837, il épouse la fille illégitime de la sage-femme qui le loge, Agnès Butz. Celle-ci, d'origine modeste et peu cultivée, meurt en couches en 1838. Le 21 octobre 1843, alors âgé de trente-sept ans, il épouse Marie Wilhemine Dähnhardt, jeune féministe faisant partie comme lui des « Freien », suffragette avant l'heure ayant hérité de son père. En 1845, il tente d'ouvrir une crèmerie à Berlin avec la dot de sa femme, mais l'entreprise fait faillite et il se retrouve couvert de dettes. Après une séparation à l'amiable en 1846, ils divorcent au début 1847.

### Freien
Vers la fin 1841, il commence à fréquenter les Freien ou « hommes libres », groupe constitué autour de Bruno Bauer, qui se réunissait à Berlin dans des établissements de boisson, notamment le bar à vin Hippel sur Friedrichstraße. Les Freien critiquaient la religion révélée, la politique de l'époque, et débattaient vivement toute la nuit. Stirner y côtoie Bruno Bauer, Ludwig Buhl, Karl Nauwerck, Arnold Ruge, Otto Wigand, son futur éditeur, et le jeune Friedrich Engels. Si Karl Marx a fait partie de ce club, il l'a quitté avant l'arrivée de Stirner. Il semble que, bien qu'ils se soient connus de réputation, ils ne se soient jamais rencontrés. Par contre, Engels et Stirner semblent s'être bien connus : Engels écrit qu'ils étaient « bon amis ». Le seul portrait de Stirner est de la main d'Engels, les portraits ultérieurs ayant été effectués après la mort de Stirner d'après celui d'Engels. Stirner est un membre effacé des Freien : il participe peu aux échanges et débats, se contentant souvent d'observer avec distance tout en fumant un cigare, seul luxe de sa vie chiche. Il ne participe à la discussion que très tard dans la nuit ou lorsqu'on le défie.

### Écrits
Il commence sa carrière littéraire par des recensions d'œuvres, notamment de Bruno Bauer, et par des écrits de soutien aux thèses des jeunes hégéliens. Entre 1841 et 1843, il publie divers articles qui le situent dans la droite ligne des jeunes hégéliens, notamment Art et Religion, Le faux principe de notre éducation, et un article sur Les Mystères de Paris d'Eugène Sue.
Stirner dédiera son livre L'Unique et sa propriété à « ma bien-aimée Marie Dähnhardt ». Le livre paraît en octobre 1844 avec le millésime 1845. Il est immédiatement censuré, censure levée au bout de deux jours, le livre étant considéré comme « trop absurde pour être dangereux ». L'Unique et sa propriété a un impact important sur la pensée de 1845, il émeut les hommes cultivés en s'attaquant aux idoles et aux fondements de la société ; il suscite de vives polémiques et fournit des arguments contre le communisme et Proudhon ainsi que contre la philosophie de Ludwig Feuerbach. Il tombe ensuite dans l'oubli pendant un demi-siècle, même si on peut envisager une réception clandestine de l'ouvrage.
Juste avant la sortie de son livre, Stirner quitte son poste de professeur. En 1845, il répond aux critiques de son livre dans un article du journal de l'éditeur Wigand intitulé Les critiques de Stirner. La même année, il écrit une traduction du Dictionnaire d'économie politique de Jean-Baptiste Say, puis en 1846 une traduction de la Richesse des nations d'Adam Smith.
En 1848, il est à Berlin mais ne participe pas à la révolution de Mars. Il publie ensuite, en 1851 pour l'éditeur Deutsche Verlags-Anstalt, une compilation en plusieurs volumes de différents textes intitulée Histoire de la Réaction. Il cite et traduit notamment des théories d'Edmund Burke et d'Auguste Comte, comme deux vues opposées sur les révolutions. Ce livre est, selon John Henri Mackay, immédiatement interdit ("banni") en Autriche.

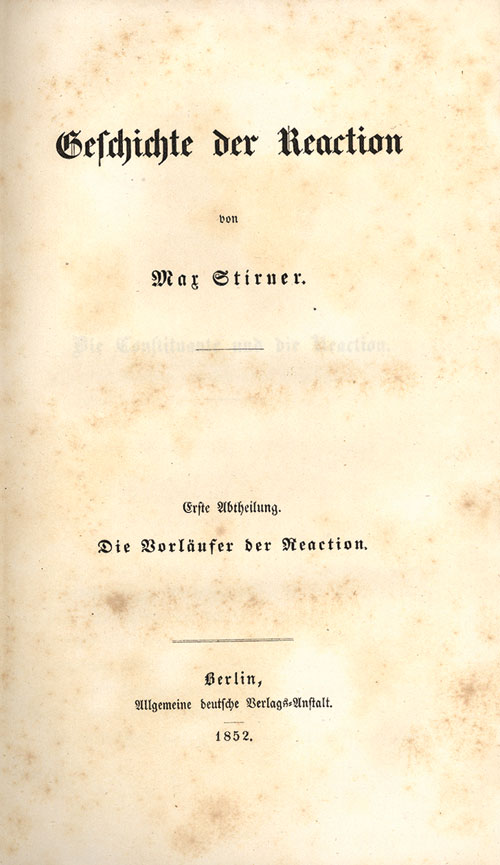
Max Stirner: Geschichte der Reaction. Berlin 1852

Tombé dans la misère, il est poursuivi par ses créanciers, et deux fois il est emprisonné pour dettes.

### Décès

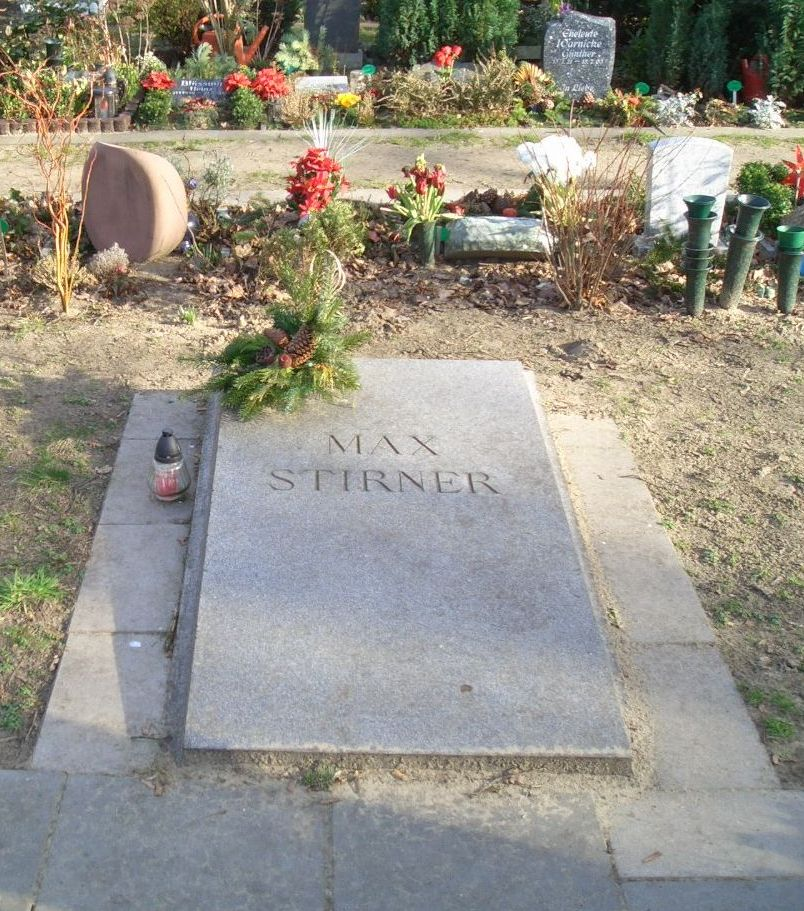
Tombe de Max Stirner à Berlin.

Il meurt le 26 juin 1856 à Berlin de l'infection causée par un anthrax mal soigné. Parmi les jeunes hégéliens, seuls Bruno Bauer et Ludwig Buhl furent présents à son enterrement au Friedhof II der Sophiengemeinde dans le quartier de Spandauer Vorstadt désormais intégré au quartier de Berlin-Mitte.

## Œuvres
- L'Unique et sa propriété, 1844 [détail des éditions] ; texte en ligne sur Gallica
- Le faux principe de notre éducation, article, 1842 ; [lire en ligne]
- Art et religion, 1842
- Quelques remarques provisoires concernant l'État fondé sur l'amour, 1844
- Les mystères de Paris (article à propos du roman d'Eugène Sue), 1843
- De l'éducation : Le faux principe de notre éducation, suivi par Les lois de l'école, (introduction de Jean Barrué), Spartacus, René Lefeuvre, Paris, 1974.
- Œuvres complètes : L'Unique et sa propriété et autres essais, Éditions L'Âge d'Homme  (ISBN 2-8251-4138-0), 2012

### L'Unique et sa propriété
L'Unique et sa propriété (en allemand Der Einzige und sein Eigentum) est l'ouvrage principal de Max Stirner. Il est publié en octobre 1844 avec le millésime 1845.
Dans la forme, le livre est déroutant. Si au premier abord, il semble ne pas avoir de plan et aborder divers sujets au hasard des pages, en y regardant bien, on retrouve les mêmes thèmes repris au fur et à mesure du livre et de plus en plus approfondis.
Stirner utilise beaucoup le langage, notamment pour argumenter et appuyer ses affirmations. Il a souvent recours à l'homonymie, à l'étymologie, aux jeux de mots ; tantôt il montre que le sens d'un mot a été altéré par le christianisme (comme le fera Nietzsche dans la Généalogie de la morale notamment), tantôt il restitue le sens ancien d'un mot pour soutenir son point de vue.
L'Unique et sa propriété s'ouvre et se termine par « J'ai basé ma cause sur rien » (en allemand : « Ich hab' Mein Sach' auf Nichts gestellt »), une expression tirée du poème Vanitas! Vanitatum Vanitas! de Goethe.

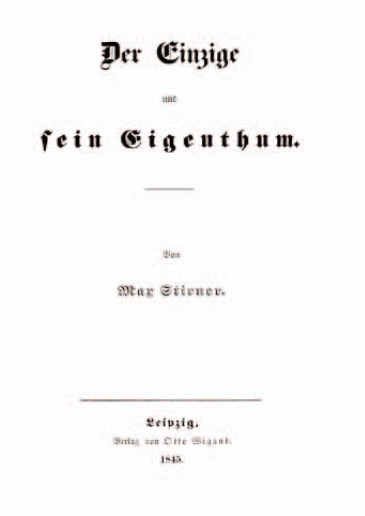
L'Unique et sa propriété - Max Stirner. Der Einzige und sein Eigenthum, Leipzig, octobre, 1844

Le livre est divisé en deux parties (« L'homme » et « Moi »), et il se termine par une conclusion dénommée « L'Unique » et par la même phrase qui débute l'ouvrage: « J'ai basé ma cause sur rien. »
Dans la première partie, il analyse les diverses formes de soumission que subit « l'individu ».
Stirner proclame que les religions et les idéologies se fondent avant tout sur des superstitions. Ainsi, la religion, le nationalisme, l'étatisme, le libéralisme, le socialisme, le communisme, l'humanisme et même à certains égards la vérité et la liberté sont dénoncés comme des superstitions, des idées sans existence ni réalité auxquelles on se soumet contre son intérêt.
Stirner, comme le dit Camus, « fait place nette », et le Dieu chrétien, l'Esprit hégélien, l'État, l'Homme de Feuerbach et des humanistes sont ainsi dénoncés comme autant de fantômes, comme des idées sans corps ni vie, toujours distincts de l'Unique, comme des idoles s'opposant à la suprématie de l'Unique. Stirner se dresse contre toutes les doctrines, tous les dogmes qui exigent le sacrifice de l'individu à une cause prétendue supérieure à lui-même.
La croyance en Dieu, ou en l'Homme tel que l'entend Feuerbach, peut être comparée à la croyance aux fantômes, aux esprits. Stirner joue d'ailleurs sur le mot esprit et raille Hegel qui faisait de l'affirmation chrétienne « Dieu est esprit » une vérité philosophique.
Il énumère les différents coupables de la soumission de l’homme, au premier rang desquels il range l’État, qui brime l'homme, même quand il se réclame des droits de l’homme. L’État a pour objectif de fonder une société médiocre, raisonnable. L’autorité de l'État est impersonnelle, hypocrite, diluée, ce qui la rend insaisissable et encore plus insupportable.
La société institue, quant à elle, une dépendance entre les hommes, en organisant le travail : elle aussi, ce « nouveau maître », ce « nouveau fantôme », aliène l’homme. Dans sa polémique, il s'attaque aux « insurrections théologiques » qu'il voit dans la philosophie des hégéliens de gauche (Bruno Bauer, Feuerbach) à laquelle il appartient ainsi que dans le socialisme naissant (Proudhon, Wilhelm Weitling). De même que les anciens, par les rites de purification et dans le christianisme, ont œuvré à idéaliser le réel, les modernes veulent réaliser l'idéal, l'incarnation. Et les modernes des modernes, les laïcs, après que le protestantisme eut intériorisé la morale qui était extérieure dans le christianisme (l'Église), veulent supprimer Dieu et conserver la morale sous une autre forme, et ainsi perpétuer une domination, une aliénation ; nos athées, dit Stirner, sont vraiment des gens pieux. Le communisme, par exemple, est considéré comme une forme moderne de christianisme, une utopie faite de morale chrétienne.
Dans la seconde partie, Stirner veut rendre à l'homme sa liberté et restaurer la souveraineté et l'autonomie de l'Unique. Ainsi, Stirner prône l'égoïsme total, en faisant de tout sa propriété, en se plaçant au-dessus de tout : « pour Moi, il n'y a rien au-dessus de Moi ». L'égoïsme, souvent condamné par la morale et notamment le christianisme, souvent employé péjorativement, est transformé par Stirner en quelque chose d'honorable et de sain dont on n'a pas à avoir honte. Par ailleurs, pour Stirner, l'« Homme » est encore une généralité abstraite qui n'épuise pas l'individualité de chacun, car chacun est unique, et par là, il est « plus qu'homme ». Le Moi unique de Stirner n'est pas une pensée, il est inaccessible à la pensée, il est indicible. On peut dire que Stirner s'adresse directement à chacun. Ainsi, il ne faudrait pas dire « Le Moi est unique et indicible », mais « Je suis unique et indicible ». Si l'Unique a souvent été compris et critiqué comme un concept, ce n'est pourtant pas ainsi que Stirner l'entend. Pour lui, l'Unique n'est rien de plus qu'une formule qui désigne, pour chacun, lui-même, en tant que l'individu vivant et unique qu'il est.
L'Unique est souverain, il ne s'aliène à aucune personne, ni aucune idée, et considère l'ensemble du monde comme sa propriété dans le sens où il s'approprie tout ce que son pouvoir lui permet de s'approprier ; ainsi, tout ce qui n'est pas lui, le reste du monde, n'a, pour lui, que la vocation d'être son « aliment ». On a souvent vu dans l'Unique de Stirner un individu incapable de toute vie en société ; on notera cependant que Stirner consacre un long chapitre sur ce point, où il aborde la question des rapports de l'Unique avec les autres. À la différence des rapports classiques de la société, rapports forcés et placés sous le signe de la soumission à la loi, à l'État, Stirner envisage une forme d'association libre, auquel nul n'est tenu, une association d'égoïstes où la cause n'est pas l'association mais celui qui en fait partie ; cette association n'est pas, pour l'Unique, une soumission, mais une multiplication de sa puissance. De plus, l'association qu'il envisage est éphémère, ne durant que tant que ceux qui en font partie y trouvent leur compte.

## Importance de l'œuvre
La philosophie de Stirner a inspiré de vifs débats sous les plumes de Benjamin Tucker, Dora Marsden, Robert Anton Wilson, Karl Marx, Georg Simmel, Rudolph Steiner, Martin Buber, Albert Camus, Emil Cioran, Émile Armand ainsi que chez les situationnistes, et influencera également le dadaïsme et le surréalisme.
Dès sa publication en 1844, le livre suscite un grand intérêt populaire et politique, notamment par la polémique qu'il engage avec les jeunes hégéliens, l'humanisme de Feuerbach et le communisme (ou socialisme, à l'époque les deux termes étaient identiques), mais aussi l'hégélianisme et le christianisme. Le livre de Stirner a ébranlé le milieu intellectuel allemand, en raison des polémiques de l'époque - car l'hégélianisme, la critique de Bauer, Feuerbach et les socialistes sont violemment attaqués - mais aussi parce qu'il apparait alors comme subversif et nihiliste du point de vue moral et qu'il utilise des méthodes hégéliennes artificiellement et étrangement assimilées pour mettre en forme ses arguments. Le livre fournira des arguments aux opposants du communisme et mettra fin au succès et à l'influence de la philosophie de Feuerbach.
La période de succès du livre de Stirner est néanmoins de courte durée, et le livre et l'auteur sombrent dans l'oubli pour près d'un demi-siècle (voir néanmoins, pour l'influence sur Dostoievski, l'ouvrage de D. Arban, Dostoievski par lui-même, Paris, Le Seuil, 1971, p. 130-132) , jusqu’à ce que l'on s'en serve comme justification théorique de l'anarchisme individualiste, dont Stirner serait le père (John Henry Mackay, Victor Basch). Depuis, le texte connaît régulièrement des regains d'intérêt, souvent dus à des divergences d'interprétation qui peuvent s'expliquer par des traductions très liées à des mouvements politiques variés. On peut néanmoins envisager une réception clandestine de l'ouvrage. En ce sens, le texte consacré à Stirner de Hans G Helms (de), L'idéologie de la société anonyme, contient une bibliographie de près d'un millier de titres sur Stirner et son œuvre.
On peut constater que le livre de Stirner possède une place à part dans l'histoire de la philosophie puisqu'il consacre, par sa critique du mouvement jeune-hégélien, la décomposition historique de l'hégélianisme, qui était alors la philosophie quasi-officielle de la Prusse, et au-delà la fin de l'idéalisme allemand. Ce livre a même pu être considéré comme le dernier livre de philosophie, son acte de décès en quelque sorte, ce fut notamment l'avis de Moses Hess, en 1845, dans son texte Les derniers philosophes.

### Influence sur l'anarchisme
Stirner est fréquemment considéré comme le père de l'anarchisme individualiste, un des principaux courants de l'anarchisme. Il influence des anarchistes individualistes qui diffusent et promeuvent son œuvre tels que John Henry Mackay, Victor Basch, Benjamin Tucker, E. Armand.
Il critique le socialisme, également celui que Proudhon expose dans Qu'est-ce que la propriété ? ses conceptions sur l'individu et son autonomie, aussi bien que son rejet de toute forme d'autorité supérieure, qu'elle soit religieuse, morale, sociale ou politique, en ont fait un auteur de référence pour l'anarchisme individualiste, et par extension pour l'anarchisme en général. Néanmoins, Stirner n'est pas anarchiste, comme le démontre la controverse sur l'anarchisme entre Benjamin Tucker et Dora Marsden. Il est trop antilibéral pour être considéré comme un libertaire, malgré l’engouement qu'ont les individualistes libertaires pour ses idées. De fait, il émet une critique passionnée du libéralisme (classique et moderne) et de l'idéalisme (principalement l'idéal révolutionnaire et l'idéalisme allemand) dans L'Unique et sa propriété. Les anarchistes ne sont pas amoraux, contrairement à Stirner, mais juste opposés à la morale commune, à l’État de droit et ses institutions. Aussi, l'Unique n'a pas à se sentir lié à une association, même si un contrat tacite existe entre les différentes parties. Il développe dans son ouvrage, l'exemple de François 1er rompant son serment de payer la rançon de sa captivité envers l'empereur Charles Quint, lorsqu'il retourne libre en France. Ses idées vont à l'encontre de l'association libertaire défendue par les individualistes anarchistes. Ces derniers sont toujours respectueux du principe de non-agression, de justice, de liberté et d'égalité, bien qu'ils rejettent la vertu.

### Influence sur Marx
Paradoxalement, la polémique engagée par Karl Marx à l'encontre de L'Unique et sa Propriété en fait une lecture incontournable pour qui veut comprendre le marxisme. La critique de Stirner constitue près des trois quarts de L'Idéologie allemande de Marx. Ce dernier y confirme ses critiques à l'égard de la philosophie humaniste de Feuerbach, rompt avec les thèses de Proudhon et élabore la conception matérialiste de l'histoire. Marx critique de façon très serrée Stirner et son livre. Stirner est appelé « Saint Max » et « Don Quichotte », et Marx ne cesse de le ridiculiser, n'hésitant pas à utiliser des attaques ad hominem. Quant à L'Unique et sa propriété, l'ouvrage est critiqué presque page par page et la quasi-totalité des affirmations de Stirner sont contestées. Entre autres choses, Marx reproche à Stirner de ne pas critiquer suffisamment Hegel, et parfois de le plagier. On trouve donc dans L'Idéologie allemande à la fois une polémique très vive contre la personne et le livre de Stirner, et des textes où sont exposées les bases de ce qui deviendra le matérialisme historique et donc, le marxisme.

### Influences diverses
Eduard von Hartmann le cite dans nombre de ses écrits (dont dans son histoire de la philosophie en 1866) et en fait un précurseur du nietzschéisme.
Il est très probable que Max Stirner ait eu une influence sur Friedrich Nietzsche, ne serait-ce qu'au vu de la proximité de certaines thèses. Toutefois ce dernier ne fait jamais mention de lui, ni dans ses œuvres, ni dans sa correspondance. On sait cependant que Nietzsche connaissait bien le mouvement des jeunes hégéliens. On sait également que du temps où il enseignait la philologie, il conseilla à son élève préféré de lire L'Unique et sa propriété. De plus, Franz Overbeck, un ami de Nietzsche, indique dans son livre Souvenirs sur Nietzsche que celui-ci connaissait l'œuvre de Stirner.
Ayn Rand, bien qu'ayant affirmé n'avoir été influencée par aucun autre penseur qu'Aristote, a lu L'Unique et sa propriété. Cela ne suffit pas à en déduire un lien particulier entre Stirner et elle, toutefois tous deux sont connus pour leur défense de l'égoïsme. Malgré ce rapport frappant du fait de sa rareté, il demeure qu'il existe de profonds écarts entre leurs philosophies.
Albert Camus évoque Stirner dans L'Homme révolté. Pour Camus, Stirner est un penseur nihiliste qui, n'ayant fondé sa cause sur rien, combat toutes les idoles qui aliènent l'unique et déclare en substance que tout est permis, tout est justifié. Il compare son nihilisme avec celui de Nietzsche, indiquant qu'au contraire de celui de Nietzsche, son nihilisme est satisfait, et que là où s'arrête Stirner, la quête exténuante de Nietzsche commence.
Gilles Deleuze se réclame de Stirner lorsqu'il critique l'alternative traditionnelle entre le théocentrisme et l'anthropocentrisme.
Jacques Derrida confronte Marx à Stirner dans Spectres de Marx, et estime que l'œuvre stirnerienne « hante » toute l'œuvre marxienne, comme son double caché, son envers rejeté mais toujours présent. Stirner aurait développé la critique la plus radicale du feuerbachisme, en l'accusant d'avoir simplement remplacé Dieu par l'Homme, et ainsi aliéné de nouveau l'homme, critique que reprendrait Marx. On trouve cependant cette critique chez Marx dès 1844. Au contraire, Marx assimile Stirner à Feuerbach en l'accusant d'avoir négligé le problème social-économique, et d'avoir réintroduit la métaphysique et la religion sous la forme d'un culte du Moi (L'Idéologie allemande et La Sainte Famille).

### Culture populaire
Le groupe estonien de musique punk-rock Vennaskond (en) sur son album nommé: Mina Ja George, intitule l'un de ses morceaux "Max Stirner".

## Critiques

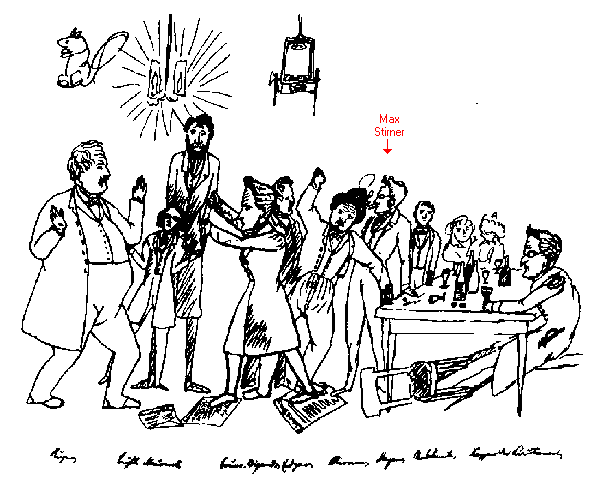
Caricature d'une réunion des Freien, par Friedrich Engels. Sur cette reproduction, Max Stirner est indiqué en rouge.

En 1842, dans son épopée héroïco-comique Le Triomphe de la foi, Friedrich Engels écrit à propos de Stirner :

« Regardez Stirner, regardez-le, le paisible ennemi de toute contrainte

Pour le moment, il boit encore de la bière, bientôt il boira du sang comme si c'était de l'eau

Dès que les autres poussent leur cri sauvage « À bas les rois »

Stirner complète aussitôt « À bas aussi les lois »

Et Stirner de proclamer plein de dignité ;

Vous liez la volonté et vous osez vous appeler libres

Que vous êtes donc habitués à l'esclavage

À bas le dogme, à bas la loi. »

— Friedrich Engels, Le Triomphe de la foi

Selon André Nataf, Max Stirner était « un existentialiste avant la lettre ».

#### Wikisource
- Albert Lévy, Stirner et Nietzsche, 1904

### Notices
- Émile Armand, « Le stirnérisme », Encyclopédie anarchiste, initiée par Sébastien Faure, 1925-1934, texte intégral.